# Bongcheon (metropolitana di Seul)
Bongcheon (봉천역 - 奉天譯, Bongcheon-yeok) è una stazione della linea 2 della metropolitana di Seul e si trova nel quartiere di Gwanak-gu, a sud del fiume Han.

## Linee
Seoul Metro
● Linea 2 (Codice: 229)

## Struttura
La linea passa in sotterranea e dispone di un marciapiede a isola con due binari con porte di banchina a protezione. Essendo la linea 2 una linea circolare, i binari vengono designati come "circolare interna" e "circolare esterna".
| Circ. interna | ● Linea 2 | per Daerim, Sindorim, Dangsan e Hapjeong        |
| Circ. esterna | ● Linea 2 | per Sadang, Gyodae, Gangnam, Seolleung e Jamsil |

## Stazioni adiacenti
| «                  | Servizio | »       |
| Linea 2            | Linea 2  | Linea 2 |
| ------------------ | -------- | ------- |
| Università di Seul | -        | Sillim  |